# Estero Rucacura
El estero Ruracura es un curso natural de agua del Región de la Araucanía.

## Historia
Luis Risopatrón lo describe en su Diccionario jeográfico de Chile (1924):: 782 
Rucacura (Rio) 39° 06' 73° 15' Es de corriente panda i moderado caudal, que aumenta con las lluvias del invierno, corre hacia el W por entre terrenos pantanosos i se vácia en el mar, al N de la desembocadura del arroyo de Yenelienchicó. 1, vi, p. 211; i xviii, p. 280; 61, xxix, p. 492; 63, p. 454; 66, p. 266; 155. p. 676; i 156; i estero en 166.